# Luperina iota
Luperina iota là một loài bướm đêm trong họ Noctuidae.